# Lagarosiphon steudneri
Lagarosiphon steudneri är en dybladsväxtart som beskrevs av Johann Xaver Robert Caspary. Lagarosiphon steudneri ingår i släktet Lagarosiphon och familjen dybladsväxter. IUCN kategoriserar arten globalt som sårbar.
Artens utbredningsområde är Etiopien. Inga underarter finns listade.